# آنا فيث
آنا فيث (بالإنجليزية: Anna Faith) هي عارضة وممثلة أمريكية، ولدت في 21 نوفمبر 1995 في دايتونا بيتش في الولايات المتحدة.

## وصلات خارجية
- الموقع الرسمي
- آنا فيث على موقع IMDb (الإنجليزية)